# アウグスト・チャルトリスキ
福者アウグスト・フランチシェク・マリア・ユゼフ・カイェタン・チャルトリスキ・ムニョス（August Franciszek Maria Anna Józef Kajetan Czartoryski Muñoz, 1858年8月2日 - 1893年4月8日）は、ポーランド人のサレジオ会修道司祭。ポーランドの大貴族チャルトリスキ家の公で、スペインのビスタ・アレグレ公爵（duque de Vista Alegre）でもあった。2004年、列福された。

## 生涯
アウグストはヴワディスワフ・チャルトリスキ公とその最初の妻マリア・アンパロ公妃の一人息子として、パリで生まれた。母はスペイン王妃マリア・クリスティーナとその再婚相手アグスティン・フェルナンド・ムーニョスの娘で、スペイン女王イサベル2世の胤違いの妹にあたる。チャルトリスキ家は18世紀のポーランドで非常に権勢を誇った大貴族（マグナート）だったが、19世紀になるとロシア帝国政府に疎まれて亡命を余儀なくされ、パリのオテル・ランベールに居を移していた。
アウグストは家族から「グーチョ（Gucio）」と呼ばれていた。幼い公子は6歳のときに母マリア・アンパロから結核を移され、これは生涯の持病となった（母はまもなく亡くなった）。アウグストは結核に効くと考えられていた「いい空気」を浴びるためにあちこちの保養地をめぐる生活を余儀なくされた。1874年、1月蜂起に参加した罪でシベリアに流された経験をもつポーランドの愛国者、ユゼフ・カリノフスキがアウグストの家庭教師に雇われた。カリノフスキもまた呼吸不全を患っており、そしてアウグストの運命に大きな影響を与えることになった。カリノフスキは自分が孤独なアウグストの「父、母、看護人、話し相手、保護者」を兼ねる存在だと自分でも認識していた。カリノフスキは1877年、カルメル修道会に入って「聖ヨセフのラファエル」修道士となるまで、アウグストの傍らを離れなかった。このラファエル・カリノフスキは2004年、教皇ヨハネ・パウロ2世によって聖人とされた。
アウグストの父ヴワディスワフ公は長男に外交官の道を歩ませようとしたが、アウグスト本人は宗教的な生活に惹かれていた。彼は教皇レオ13世から、サレジオ修道会を開いていたドン・ボスコ（後の聖ヨハネ・ボスコ）の弟子になることを勧められた。1887年、アウグストはボスコと会い、そして死の床にあったボスコの祝福を受けてトリノでサレジオ会に入会した。彼は結核に体が蝕まれていく中で神学と哲学を学んだ。1892年4月2日、アウグストはヴェンティミーリア司教により司祭に叙階されたが、アウグストが聖職者になることを反対していた家族は、叙階の場に出席することを拒んだ。アウグストは叙階の翌年である1893年、アラッシオで亡くなった。34歳だった。
1921年2月14日以後、アウグストの列福のための準備が始められ、2004年4月24日に教皇ヨハネ・パウロ2世がアウグストを福者とした。彼の遺骸は現在、ポーランドのプシェムィシルにある。